# Đế quốc Shunga
Triều đại Shunga (IAST: Śuṅga) là triều đại thứ 7 của Magadha và kiểm soát hầu hết phía Bắc của tiểu lục địa Ấn Độ từ khoảng năm 185 đến 73 trước Công nguyên. Vương triều được thành lập bởi Pushyamitra Shunga, sau khi giành lấy ngai vàng của Magadha từ tay Đế quốc Maurya. Kinh đô của Đế quốc Shunga là Pataliputra, nhưng các hoàng đế sau này như Bhagabhadra cũng cai trị tại Besnagar (Vidisha hiện đại) ở phía Đông Malwa.
Pushyamitra cai trị trong 36 năm và được kế vị bởi con trai ông là Agnimitra. Có mười người cai trị Shunga. Tuy nhiên, sau cái chết của Agnimitra, vị vua thứ 2 của triều đại, đế chế nhanh chóng tan rã: các chữ khắc và tiền xu cho thấy rằng phần lớn miền Bắc và miền Trung Ấn Độ bao gồm các vương quốc nhỏ và các thành bang độc lập với bất kỳ quyền bá chủ nào của Shunga. Triều đại này nổi tiếng với nhiều cuộc chiến tranh với cả thế lực nước ngoài và bản địa. Họ đã chiến đấu với Kalinga, triều đại Satavahana, Vương quốc Ấn-Hy Lạp và có thể cả Pañcāla và triều đại Mitras (Mathura).
Nghệ thuật, giáo dục, triết học và các hình thức học tập khác nở rộ trong thời kỳ này, bao gồm các tượng nhỏ bằng đất nung, các tác phẩm điêu khắc bằng đá lớn hơn và các di tích kiến trúc như phù đồ ở Bharhut và Đại phù đồ nổi tiếng ở Sanchi. Những người cai trị Shunga đã giúp thiết lập truyền thống tài trợ của hoàng gia cho việc học tập và nghệ thuật. Chữ viết được đế quốc sử dụng là một biến thể của chữ Brahmi và được dùng để viết tiếng Phạn.
Người Shunga là những người bảo trợ quan trọng cho nền văn hóa vào thời điểm mà một số bước phát triển quan trọng nhất trong tư tưởng Ấn Độ giáo đang diễn ra. Mahabhashya của Patanjali được sáng tác trong thời kỳ này. Nghệ thuật cũng phát triển cùng với sự nổi lên của phong cách nghệ thuật Mathura.
Hoàng đế Shunga cuối cùng là Devabhuti (83–73 TCN). Ông đã bị ám sát bởi tể tướng Vasudeva Kanva và được cho là rất thích bầu bạn với phụ nữ. Triều đại Shunga được thay thế bởi Triều đại Kanva kế vị Shunga vào khoảng năm 73 trước Công nguyên.

### Trích dẫn
1. ↑  Schwartzberg, Joseph E. (1978). A Historical atlas of South Asia. Chicago: University of Chicago Press. tr. 145, map XIV.1 (c). ISBN 0226742210. Bản gốc lưu trữ ngày 24 tháng 2 năm 2021. Truy cập ngày 1 tháng 10 năm 2023.
2. ↑  Schwartzberg, Joseph E. (1978). A Historical atlas of South Asia. Chicago: University of Chicago Press. tr. 145, map XIV.1 (c). ISBN 0226742210. Bản gốc lưu trữ ngày 24 tháng 2 năm 2021. Truy cập ngày 1 tháng 10 năm 2023.
3. ↑  Stadtner, Donald (1975). "A Śuṅga Capital from Vidiśā". Artibus Asiae. Quyển 37 số 1/2. tr. 101–104. doi:10.2307/3250214. JSTOR 3250214.
4. ↑  K.A. Nilkantha Shastri (1970), A Comprehensive History of India: Volume 2, p.108: "Soon after Agnimitra there was no 'Sunga empire'."
5. ↑  Bhandare, Shailendra. "Numismatics and History: The Maurya-Gupta Interlude in the Gangetic Plain". in Between the Empires: Society in India, 300 to 400, ed. Patrick Olivelle (2006), p.96